# Herrieden
Herrieden este un oraș din Franconia Mijlocie, landul Bavaria, Germania.